# Aéroport de Seletar
L'aéroport de Seletar (code IATA : XSP • code OACI : WSSL) (anglais : Seletar Airport, chinois : 实里达机场) est un aéroport civil situé dans la région nord-est de Singapour (dans la ville-État de Singapour). L'aéroport fut achevé en 1928 en tant que base aérienne de la Royal Air Force (RAF Seletar) et fut aussi le premier aéroport international de Singapour.

## Historique

### Origines
RAF Seletar fut une base aérienne de la Royal Air Force (RAF) de 1923 à 1971. Les plans pour l'établissement d'un terrain d'aviation ainsi que d'une base navale à Singapour furent agréés par la RAF en 1921 et en 1923, 2 sites dans la région nord-est de Singapour furent adoptés. Le 28 février 1928, quatre hydravions Supermarine Southampton furent les premiers appareils à rejoindre la base.
L'aéroport opéra comme aéroport civil à partir de 1930 et jusqu'à l'ouverture du premier aéroport civil de Singapour près de Kallang le 12 juin 1937.
L'aérodrome accueillit brièvement l'aviatrice Amy Johnson et son appareil de Havilland Gipsy Moth (en) Jason lors de son vol entre le Royaume-Uni et l'Australie en mai 1930.

### Seconde Guerre Mondiale

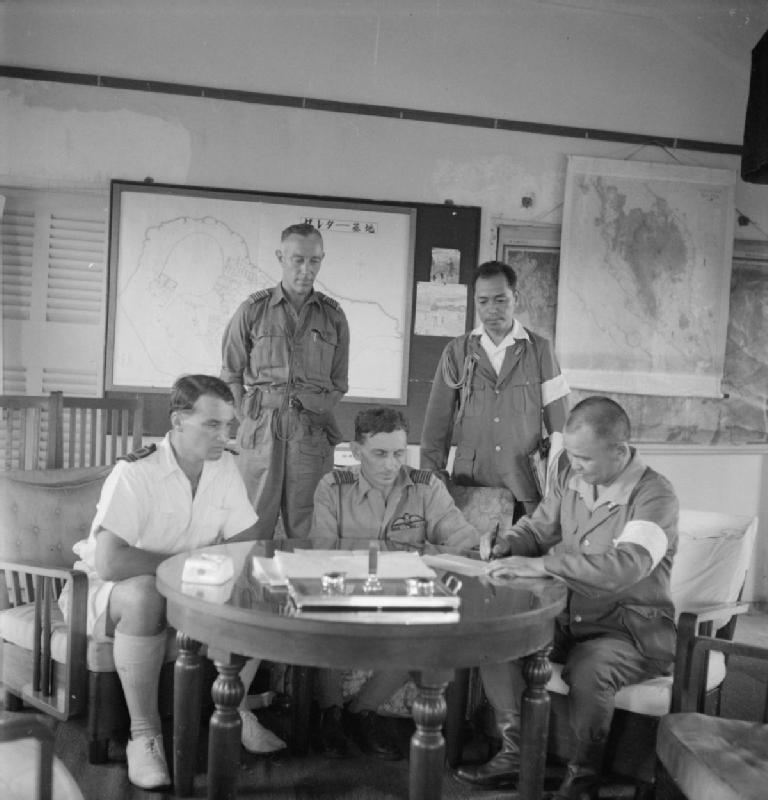
Restitution officielle de l'aéroport de Seletar par les forces japonaises aux forces britanniques le 8 septembre 1945

Le risque d'une guerre dans la région étant de plus en plus grand, la RAF a consolidé ses forces en Extrême-Orient dans les années 1930 et 1940. Lors du premier raid aérien par des bombardiers japonais sur Singapour, l'aérodrome de Seletar fut la cible de « tapis de bombes », peu de temps après le début de la bataille de Malaisie et l'invasion de la Malaisie par les troupes au sol des forces japonaises en décembre 1941.
À l'époque, la base de Seletar hébergeait l'escadron 205 de la RAF équipé d'hydravions Consolidated PBY Catalina ainsi que les escadrons 36 et 100 de la RAF équipés de bombardier-torpilleurs Vickers Vildebeest obsolètes. Ces unités demeurèrent sur la base jusqu'en janvier-février 1942, peu avant la reddition de l'île aux forces japonaises.
Durant l'occupation japonaise, la base de Seletar passa sous le giron du Service aérien de la Marine impériale japonaise. De 1942 à 1945, divers escadrons furent basés à Seletar, principalement pour des missions d'entraînement. La piste actuelle fut construite pendant l'occupation japonaise.

### Retrait britannique
Après la Seconde Guerre Mondiale, la base fut restituée à la Royal Air Force et servit activement lors de l'insurrection malaise avec notamment des Bristol Beaufighters, Supermarine Spitfires et de Havilland Mosquitos opérant contre les insurgés communistes.
Dans les années 1960, trois escadrons furent impliqués dans des opérations de soutien au nord de Bornéo lors de la Confrontation indonésio-malaisienne.
Par la suite, des escadrons d'hélicoptères y furent basés, notamment pour le sauvetage en mer autour de Singapour. Une unité de défense anti-aérienne équipée de missiles sol-air à partir de 1964 avant que tout le matériel ne soit remis à l'escadron 170 des forces aériennes singapouriennes en 1970.
La base RAF ferma en mars 1971 dans le cadre de la politique du gouvernement britannique « Est de Suez » et Seletar fut rendue au Singapore Air Defence Command (SADC, devenu plus tard la Force aérienne de la république de Singapour) en 1973.

### Base aérienne de Seletar
Les formations initiales du SADC prirent place sur la base de Seletar à partir de septembre 1968 avec la création d'une école de l'air utilisant principalement trois Cessna 172 G/H loués au club d'aviation de Singapour (Singapore Flying Club). Huit nouveaux Cessna 172 K furent acquis en 1969 pour remplacer les trois premiers appareils et pour augmenter la cadence de formation de base des pilotes.

## Services
L'aéroport de Seletar opère aujourd'hui comme un aéroport d'aviation générale, principalement pour des vols charter et à des fins de formation. En 2012, l'aéroport est ouvert en permanence et dispose d'une seule piste, de 27 aires de stationnement pour avions ainsi que d'un espace d'entreposage de 100 m² permettant la manutention de 840 tonnes de fret par jour. En 1998, l'aéroport enregistra 7 945 vols transportant 23 919 passagers  et 6 025 tonnes de fret.
Trois clubs d'aéronautique ainsi qu'une école d'aviation ont leur siège à Seletar.
En 2007, JTC Corporation annonça des travaux d'amélioration de l'aéroport permettant d'accueillir de plus grands aéronefs, notamment par l'allongement de la piste et par l'amélioration des systèmes d'avionique.
La gestion de l'aéroport, jusqu'alors sous l'Autorité de l'Aviation Civile de Singapour, fut transmise à l'entreprise Changi Airport Group le 1er juillet 2009.

## Compagnies et destinations
| Compagnies | Destinations                         |
| ---------- | ------------------------------------ |
| EastIndo   | Charter: Jakarta-Halim-Perdanakusuma |
| Firefly    | Kuala Lumpur-Subang,                 |

Édité le 16/07/2020